# Chrysiptera annulata
Chrysiptera annulata är en fiskart som först beskrevs av Peters, 1855.  Chrysiptera annulata ingår i släktet Chrysiptera och familjen Pomacentridae. Inga underarter finns listade i Catalogue of Life.